# Campionati mondiali di ginnastica ritmica 2005
I XXVII Campionati mondiali di ginnastica ritmica si sono svolti a Baku, in Azerbaigian, dal 3 al 9 ottobre 2005.

## Risultati
| Evento                          | Oro                                                                                                 | Argento | Bronzo                                 |
| Individuale (fune)              | Ol'ga Kapranova Russia 16,925                                                                       | Hanna Bezsonova Ucraina 16,360                                                                                       | Irina Viktorovna Čaščina Russia 16,300 |
| Individuale (palla)             | Ol'ga Kapranova Russia 17,375                                                                       | Hanna Bezsonova Ucraina 16,900                                                                                       | Ina Žukava Bielorussia 16,675          |
| Individuale (clavette)          | Ol'ga Kapranova Russia 16,775                                                                       | Hanna Bezsonova Ucraina 16,500                                                                                       | Irina Viktorovna Čaščina Russia 16,400 |
| Individuale (nastro)            | Vera Sesina Russia 17,050                                                                           | Hanna Bezsonova Ucraina 16,525                                                                                       | Natalja Hodunko Ucraina 16,325         |
| Individuale (concorso completo) | Ol'ga Kapranova Russia 66,350                                                                       | Hanna Bezsonova Ucraina 65,700                                                                                       | Irina Viktorovna Čaščina Russia 65,425 |
| Gruppo (5 nastri)               | Bulgaria 14,475                                                                                     | Italia 14,150 (Elisa Blanchi, Fabrizia D'Ottavio, Marinella Falca, Elisa Santoni, Laura Vernizzi)                    | Russia 13,900                          |
| Gruppo (3 cerchi, 4 clavette)   | Italia 15,675 (Elisa Blanchi, Fabrizia D'Ottavio, Daniela Masseroni, Elisa Santoni, Laura Vernizzi) | Russia 15,150 | Bielorussia 14,825                     |
| Gruppo (concorso completo)      | Russia 29,275                                                                                       | Italia 28,725 (Elisa Blanchi, Fabrizia D'Ottavio, Marinella Falca, Daniela Masseroni, Elisa Santoni, Laura Vernizzi) | Bielorussia 28,275                     |
| Concorso completo a squadre     | Russia 166,025                                                                                      | Ucraina 157,175 | Bielorussia 148,925                    |

## Medagliere
| Pos. | Nazione     | Oro | Argento | Bronzo | Totale |
| 1    | Russia      | 7   | 1       | 4      | 12     |
| 2    | Italia      | 1   | 2       | 0      | 3      |
| 3    | Bulgaria    | 1   | 0       | 0      | 1      |
| 4    | Ucraina     | 0   | 6       | 1      | 7      |
| 4    | Bielorussia | 0   | 0       | 4      | 4      |